# 바이사향

바이사 향의 위치

바이사향(한국어: 백사향, 중국어: 白沙鄉, 병음: Báishā Xiāng)은 중화민국 펑후 현의 향이다. 넓이는 20.0875km2이고, 인구는 2015년 8월 기준으로 9,719명이다.

## 지리
바이사 향은 펑후 현의 북부, 펑후 섬의 북쪽에 위치하고, 시위 향과 펑후 과해대교로 연결되어 있다. 향은 바이사 섬(白沙島), 중툰 섬(中屯嶼), 냐오위 섬(鳥嶼), 위안베이 섬(員貝嶼), 지베이 섬(吉貝嶼), 다창 섬(大倉嶼), 무더우 섬(目斗嶼)의 7개의 유인도와 20개의 무인도로 구성된다.

## 같이 보기
- 펑후 제도